# 鋼鐵衝突
《鋼鐵衝突》（英語：Clash of Steel）是一個由Strategic Simulations於1993年發佈的戰略電腦遊戲，平台為DOS。遊戲內容為模擬1939年至1945年二戰歐洲戰場的戰爭。
遊戲有三個主要勢力：德國（包括其他軸心國領土），同盟國 以及蘇聯。遊戲中每個玩家負責操控其選擇的主要勢力和其陸軍、空軍以及海軍。每個玩家亦操控勢力的生產軍事裝備和研發武器。
這個遊戲有為數不少的Bug，並於續作《鋼鐵衝突：未來版本》中修正，而《鋼鐵衝突》的玩家可以優惠購買。

## 外部連結
- 莫比游戏上的《鋼鐵衝突》（英文）
- Win32 Port at https://web.archive.org/web/20111223074422/http://home.comcast.net/%7Ebabadger/COS2/index.html